# Tram et Bus de la CUB

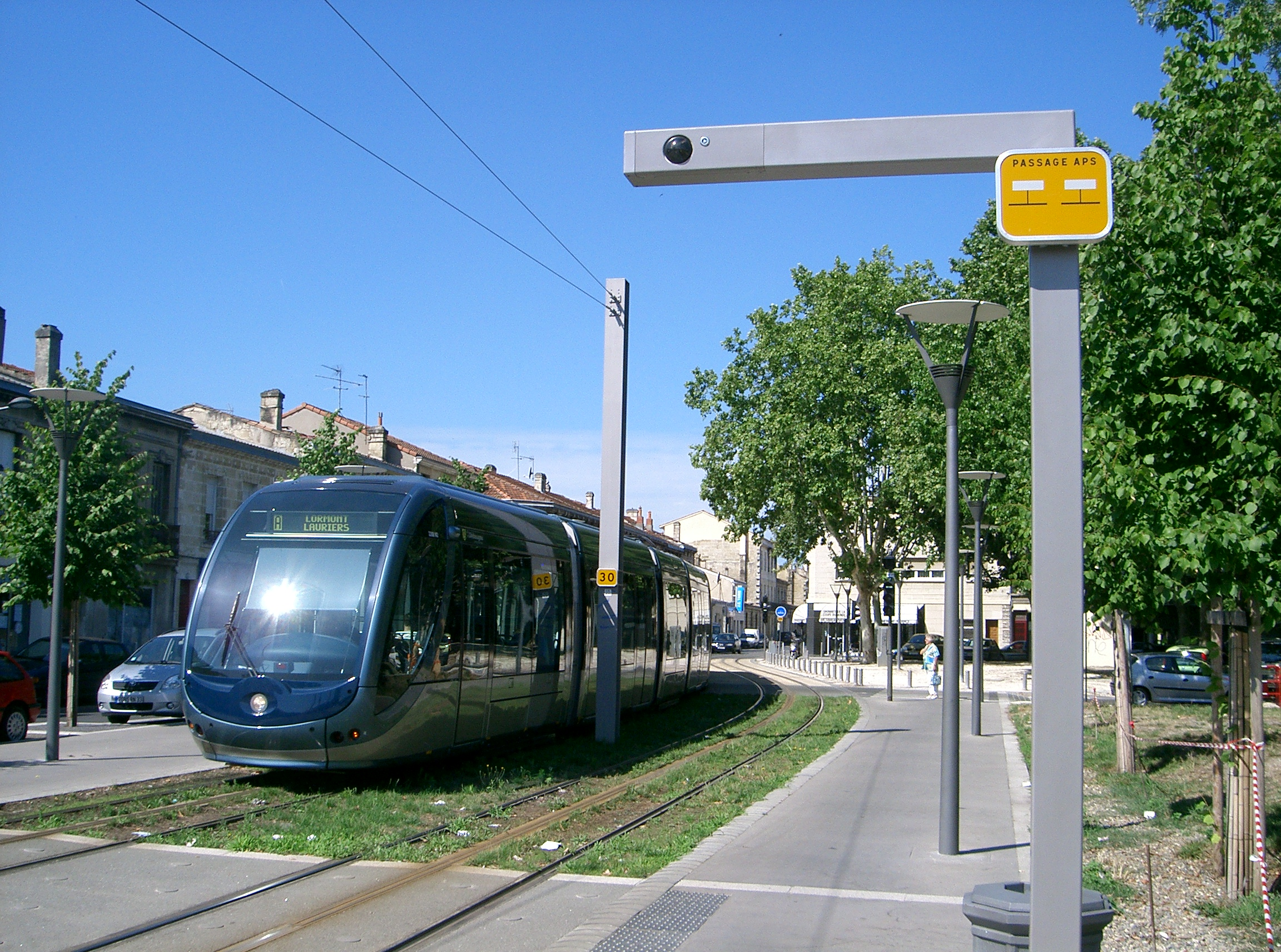
En av TBC:s spårvagnar i Bordeaux, linje A, gör uppehåll vid Gaviniès

Tram et Bus de la CUB (TBC) är lokaltrafikbolaget i de 27 franska kommunerna som ingår i Communauté Urbaine de Bordeaux (CUB). TBC tog över efter det rikstäkande bolaget CGFTE (Compagnie générale française des transports et entreprises) i juli 2004. Detta efter färdigställandet av Bordeaux tre nya spårvägslinjer.